# Přemysl Janota
Premysl Janota (Praag, 10 mei 1926 - aldaar, 25 september 2008) was een Tsjechisch hoogleraar fonetiek en neerlandicus.

## Levensloop
Přemysl Janota werd op 10 mei 1926 geboren te Praag, Hij studeerde fonetiek en algemene taalwetenschap bij de Karelsuniversiteit Praag. In 1947 volgde hij een stagejaar bij de Universiteit van Amsterdam bij de arts-foneticus dr. Louise Kaiser, hoofd van het Fonetisch Instituut van Amsterdam, en destijds internationaal de bekendste foneticus. Bij Kaiser schreef hij zijn eerste wetenschappelijke werk Onderzoek betreffende de kwantiteit van de Tsjechische en Nederlandse klinkers. Dankzij zijn contacten met haar ontwikkelde Janota grote interesse voor de experimentele fonetiek, wat later zijn belangrijkste vak zou blijven.
In de jaren 1948-1950 studeerde Janota in Praag Engels, Filosofie en Algemene Taalwetenschap, een studie die hij met het zgn. ‘klein-doctoraat’ (PhDr.) afrondde na de verdediging van zijn ongepubliceerde dissertatie K otázce dynamiky řečí (Over de dynamiek van de spraak). Voor deze studie construeerde hij een zg. Segmentator, een indicator van de spraakdynamiek die sindsdien behoort tot de standaarduitrusting van taallaboratoria en bekendstaat als Janota’s segmentator.
In 1953 trouwde hij met Nadězda Spalová (geb. 1926) die zelf pedagogiek had gestudeerd. De beide echtelieden vulden elkaar goed aan en schreven verschillende keren gezamenlijke studies, voor het laatst de studie Průzkum výslovnosti u školních začátečníků v Praze v roce 1991 (Onderzoek naar de uitspraak bij Praagse beginnende scholieren in 1991), uitgegeven in Česká logopedie. Het echtpaar kreeg één dochter. In 1954-1955 deed hij een vervolgstudie spraaktherapie.
Janota bleef nog op hoge leeftijd tot in 2008 actief en gaf in de vijftig jaar tussen september 1957 en juni 2008 precies 100 semesters college. Op 25 september 2008 overleed hij na een korte zware ziekte en werd op 1 oktober 2008 gecremeerd in Praag-Strašnice.

## Loopbaan
Na zijn studie en promotie kwam Janota in 1950 in dienst als assistent bij de grondlegger van de Tsjechische logopedie, prof. dr. Miloš Sovák (1905-1989) op het Logopedisch Instituut van de Karelsuniversiteit Praag. Daar werd hij hoofd van de afdeling audiologie en hield zich bezig met spraaktherapie voor slechthorenden.
In 1957 keerde Janota op uitnodiging van zijn leermeester professor Bohuslav Hála (1894-1970) terug naar het Fonetisch instituut waar hij college ging geven in theoretische en praktische fonetische methodologie en fonetiek van de talen Tsjechisch, Engels, Nederlands en Duits. Tijdens zijn aanstelling hier construeerde hij ruim 30 fonetische apparaten.
In 1958 ging de Amsterdamse hoogleraar Louise Kaiser met emeritaat en stelde Janota als haar opvolger voor. De Amsterdamse universiteit nam het voorstel over en gaf het officieel aan de Tsjechoslowaakse regering door. Dit aanbod werd officieel afgewezen, Janota zelf vernam het pas jaren later. Janota concentreerde zijn onderzoek op de perceptie van klinkers en gebruikte daarvoor een door hemzelf ontwikkelde klanksynthesizer. Het onderzoek mondde uit in een tweede dissertatie (1963), K otázce individuálního hlasového timbru (De problematiek van de individuele stemklank) en zijn eveneens niet-gepubliceerde habilitatie Auditory Evaluation of Synthetic Vowel Sounds (1965). In 1965 werd hij tot geassocieerd hoogleraar (‘docent’) benoemd. In 1967 was het Fometisch Instituut de gastheer van het Sixth International Congress of Phonetical Sciences en in 1970 van het International Symposium on Intonology. 
Als gevolg van de zuiveringen na het mislukken van de Praagse Lente mocht Janota niet meer naar het buitenland reizen en moest hij steeds een smoes verzinnen om netjes te bedanken voor de vele uitnodigingen die hij kreeg. In 1973 mocht hij maar één artikel publiceren. Maar vanaf 1976 begon de situatie zich te verbeteren en ging Janota zich met de neerlandistiek bezighouden. In 1988 mocht hij voor het eerst weer deelnemen aan een buitenlands congres, het Tiende Colloquium Neerlandicum in Gent. Destijds werd hij ook gekozen tot honorair vicevoorzitter van de International Society of Phonetic Sciences.
Na de Fluwelen Revolutie in 1989 werd Janota in 1990 tot hoogleraar fonetiek en hoofd van het Fonetisch instituut benoemd. In 1995 ging hij officieel met emeritaat, maar bleef tot vlak voor zijn dood nog college geven.

## Belangrijkste publicaties
- ‘Metodika a výsledky reedukačních kursů pro nedoslýchavé‘, in: Thomayerova sbírka 324 (1954), 65p. (o.a. samen met Naděžda Janotová).
- ‘Ein Beitrag zur phonetischen Methodik: Die Gehöranalyse als Bestandteil der experimentalphonetischen Forschung’. In: Slavica Pragensia 1 (1959), p. 12-24 (samen met Milan Romportl).
- ‘Fonetické metody při logopedické práci s neslyšícími dětmi’, in: Péče o sluchově postížené, Praha 1967, p. 1-10.
- Personal Characteristics of Speech, Prague 1967, 78p.
- ‘The Intonation of the Deaf’, in: Proceedings of the Congress of the International Society of Logopedica and Phoniatry. Paris 1968, p. 105-120.
- ‘Perception of Stress by Czech Listeners’, in: Proceedings of the 6th ICPS Prague 1967, Praha 1970, p. 457-461.
- ‘The Development of Children’s Vocabulary’, in: Colloquium paedolinguisticum. Proceedings of the First International Syposium of Paedolinguistics. The Hague 1972, p. 101-109.
- ‘Auditory evaluation of Stress under the Influence of Context’, in: Proceedings of the 9th ICPS, Vol. II. Copenhagen 1979, p. 403-409 (samen met Zdena Pálková).
- Tsjechisch en Slowaaks op reis, Den Haag 1976, 76p. (samen met Hans Krijt)
- Uitspraak van het Nederlands, Hilversum 1985 (samen met Jan Czochralski, Gerhard Worgt en Jos Wilmots).
- ‘Contemporary Czech Pronunciation: a Database Study’, in: Proceedings of the 12th ICPhS, Aix-en-Provence, Aix-en-Provence 1991, p. 178-181 (samen met Zdena Pálková).
- ‘Průzkum výslovnosti u školních začátečníků v Praze v roce 1991’ in: Česká logopedie 1991 (1992), p. 50-54 (samen met Naděžda Janotová, E. Benešová en M. Bubeničková).
- ‘The Neutral Vowel in Czech: its Application in Text-to-speech Synthesis’, in: Proceedings of the International Conference LP’94. Praha 1995, p. 132-138 (samen met M. Ptáček).
- ‘De ruistest als een toets voor de perceptie van spraak’, in: Kanwelverstan, Diepenbeek 1999, p. 203-219.
- ‘Nederlandse woorden in een Tsjechische mond’, in: En niemand zo aardig als zij... Opstellen voor Olga Krijtová. Praag 2001, p. 137-143.